# 3-тя легка дивізія (Третій Рейх)
3-тя легка дивізія (Третій Рейх) (нім. 3. Leichte-Division) — легка дивізія Вермахту, що існувала у складі Сухопутних військ Німеччини на початку Другої світової війни. 16 жовтня 1939 переформована на 8-му танкову дивізію.

## Історія
3-тя легка дивізія була сформована 10 листопада 1938 року в Котбусі в 3-му військовому окрузі (нім. Wehrkreis III).

## Райони бойових дій
- Німеччина (листопад 1938 — вересень 1939);
- Польща (вересень — жовтень 1939).

## Командування

### Командири
- генерал-лейтенант Адольф-Фрідріх Кунтцен (нім. Adolf-Friedrich Kuntzen) (10 листопада 1938 — 16 жовтня 1939).